# Acalypha liebmanniana
Acalypha liebmanniana é uma espécie de flor do gênero Acalypha, pertencente à família Euphorbiaceae.